# Всеукраїнська Асоціація жіночого футболу
Всеукраїнська Асоціація жіночого футболу (ВАЖФ) — спортивна організація.
Згідно з угодою між ВАЖФ та Федерацією футболу України Асоціації передані права на проведення чемпіонату та розіграшу Кубка України з футболу серед жіночих команд.
Спільно з ФФУ Асоціація проводить масові Всеукраїнські змагання з футболу у різних вікових групах.
Головним органом управління ВАЖФ є Конференція. Конференція проводиться один раз на чотири роки. Делегати Конференції заслуховують звіт про роботу за звітний період і обирають на новий термін президента, віце-президентів, затверджують склади виконавчого комітету, ревізійної та контрольно-дисциплінарної комісії ВАЖФ.

## Керівництво
- Голова комітету жіночого та дівочого футболу УАФ:
  - Анастасія Кліпаченко[1][2]

- Заступник голови комітету жіночого та дівочого футболу УАФ:
  - Сергій Новіков[3]